# Парк «Шевченко» (Днепр)
Парк культуры и отдыха им. Т. Г. Шевченко (с 1790-х до 1925 года — Потёмкинский сад) — центральный и старейший парк города Днепр. Адрес: пл. Шевченко, 1.
Один из двух главных садово-парковых комплексов Екатеринослава — Днепропетровска — Днепра (наряду с парком «Глобы»). Насчитывает около 8 тыс. деревьев и более 2 тыс. кустарников, всего 68 видов.
Площадь парка вместе с Монастырским островом — 36 га. Делится на береговую и островную части.

## Композиция
- Береговая часть: Летний театр (лекторий сооруженный в 1977 г. по проекту архитектора П. Р. Ниринберга[укр.]), Потёмкинский дворец, ныне — Дворец Студентов ДНУ, несколько игровых площадок, в частности теннисные корты. Установлен бюст В. П. Каруны. Есть памятник "Скорбящая"[1]. Также есть скульптурная группа "Олени" и бронзовая скульптура льва в натуральную величину. Имелась скульптура Сталина[2][3].
  - Здание бывшего ресторана «Маяк» посреди парка - возле первоначального местонахождения памятника Т. Г. Шевченко, рядом со смотровой площадкой (адрес здания - пл. Шевченко, 12[4]. В 1936 году здесь появился ресторан «Аврора», в конце 1940-х годов по проекту архитектора П. И. Антонова в ходе послевоенной реконструкции парка для ресторана построили «лёгкое ажурное здание с небольшой башенкой», в 1950-х годах его переименовали в «Волну», которая впоследствии сгорела в пожаре; в период реконструкции парка здесь возвели урбанистическое здание ресторана «Маяк»[5]). Как писала «Днепровская правда» в 1976 году: «Шесть этажей, множество залов, баров, площадок и балконов — таков один из лучших в республике ресторан «Маяк», открывшийся в парке культуры и отдыха имени Шевченко»[6][7].

- Монастырский остров (ранее - Комсомольский). На остров перекинут пешеходный мост и канатная подвесная дорога (от ул. Дмитрия Донцова). На острове расположены: зоопарк, аквариум пресноводных рыб, аттракционы, несколько водноспортивных клубов и баз, где можно взять напрокат лодку. В нижней части острова расположены пляжи.
  - Памятник Т. Г. Шевченко - самый большой в мире. Открыт 5 ноября 1959 года, установленный на самой высокой точке острова (изготовлен из чугуна и установлен на гранитном постаменте; высота фигуры - 9,5 метра, высота пьедестала - 10,5 метра, вес чугунной скульптуры - 55 тонн; реконструировался в 2011-2014 годах)[8].
  - У подножия монумента на крутом гранитном склоне сооружён водопад «Порог Ревучий». Открыт в 2013 году[9].

## История
Основан в конце XVIII века на месте зимовника запорожского есаула Лазаря Глобы, в котором имелся обширный плодовый сад.
В 1790-х гг. на месте сада и прилегающих свободных территорий холма создан дворцово-парковый ансамбль резиденции Г. А. Потёмкина — Потёмкинский дворец, ныне Дворец Студентов ДНУ (архитектор И. Е. Старов), английский парк — ландшафтный дизайнер В. Гульд (англичанин по происхождению).
Во второй половине XIX — начале XX вв. парк служил одним из главных мест отдыха екатеринославцев.
В результате реконструкции 1925 — середины 1930-х гг. превращен в «Парк культуры и отдыха имени Т. Г. Шевченко».
В 1957 году к парку присоединён Монастырский остров.
Последняя капитальная реконструкция парка произведена в 1971—1974 гг.
В 1974 г. на ВДНХ в числе 63 парков СССР получил звание лучшего и диплом I степени.
В 2005-2006 годах были проведены отдельные работы по благоустройству.
С 1990 года парк-памятник садово-паркового искусства национального значения.

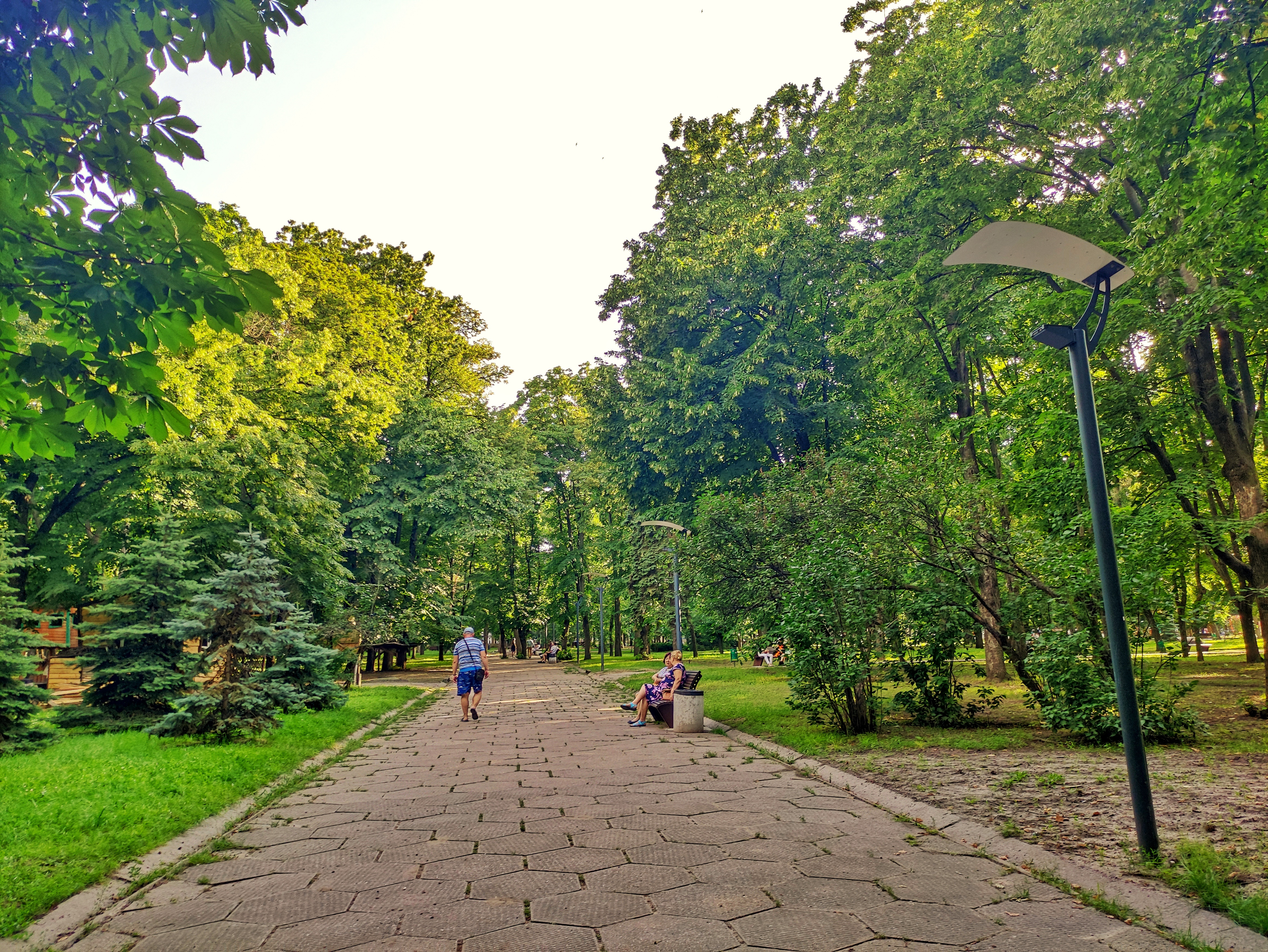
Парковая аллея
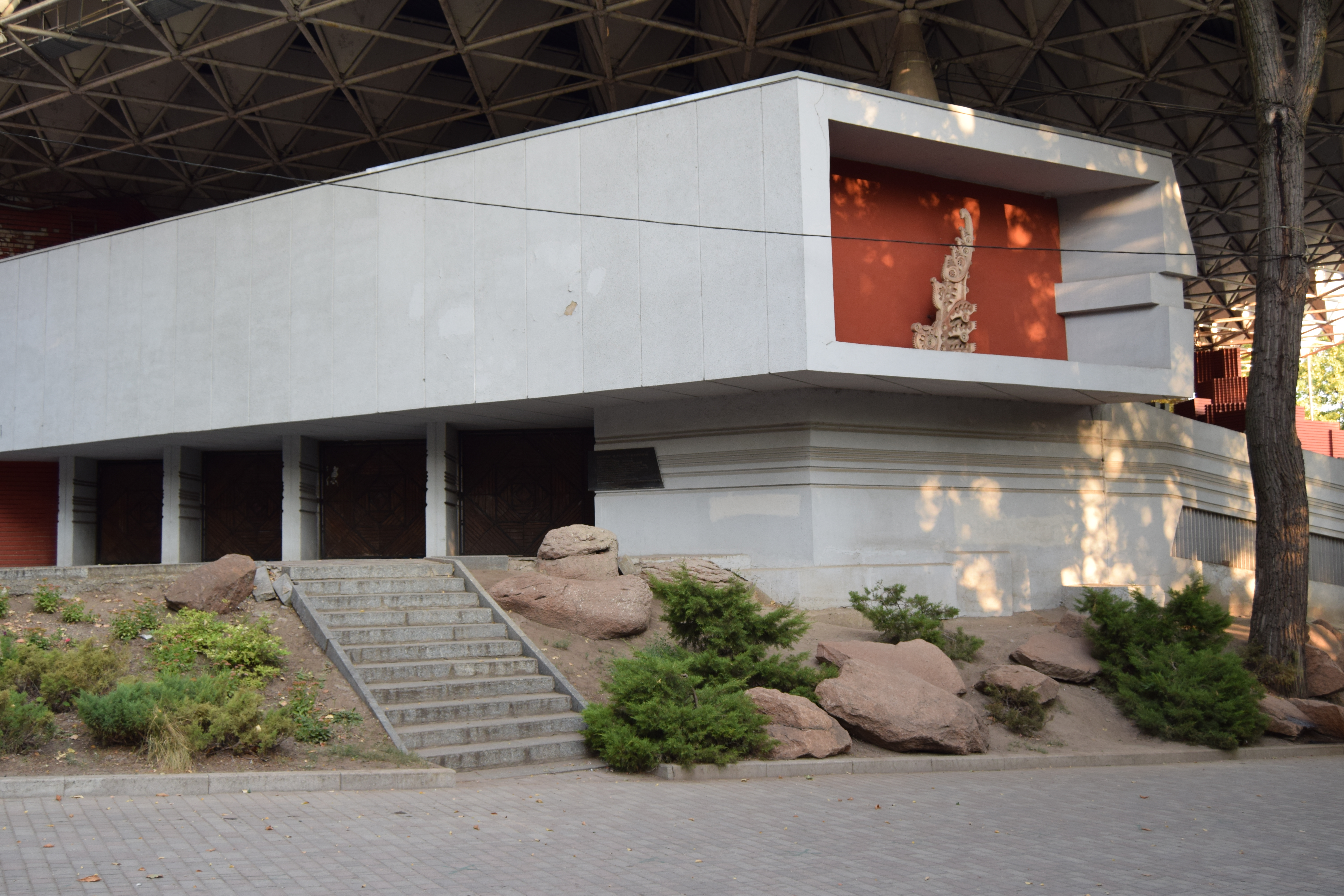
Летний театр
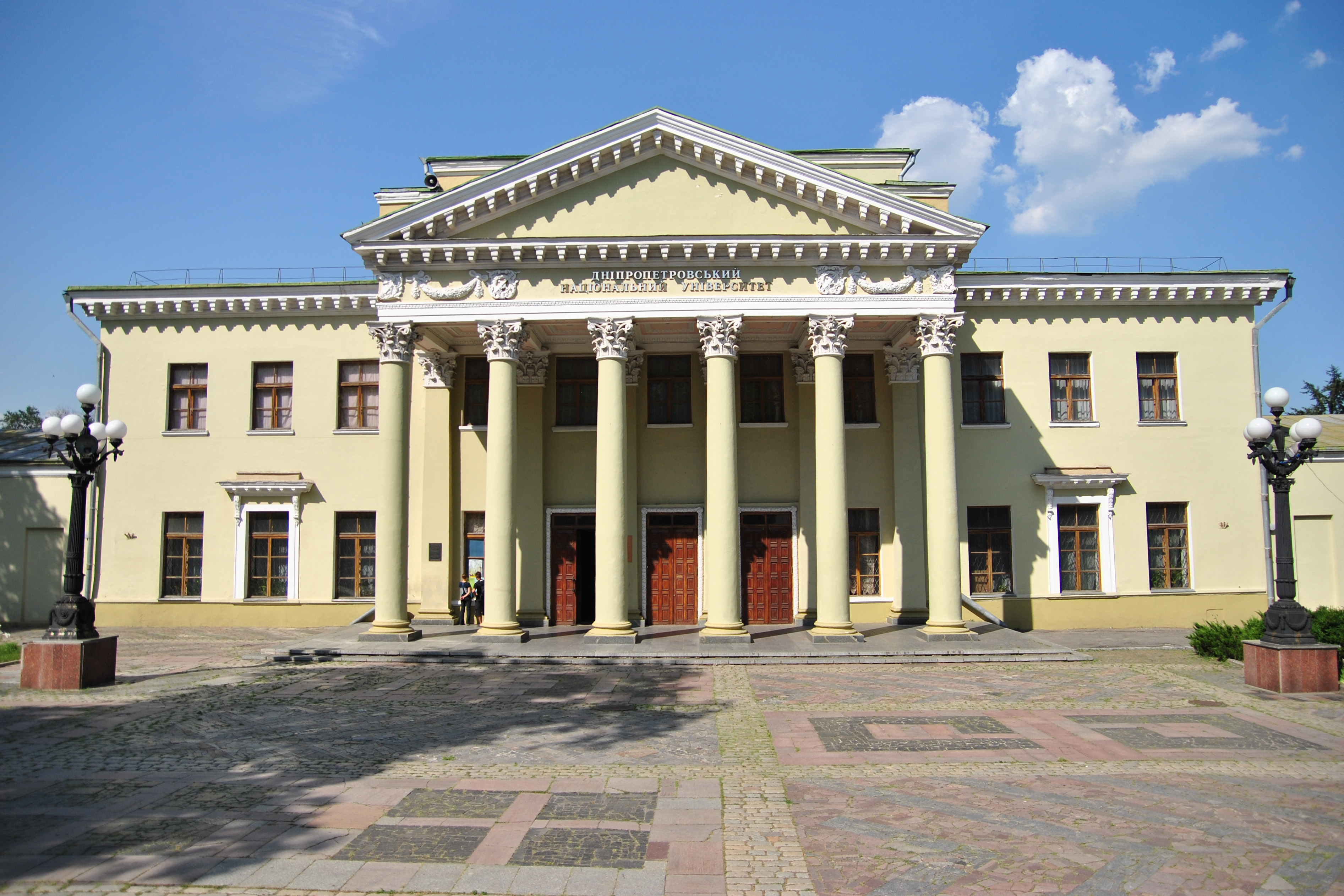
Потемкинский дворец
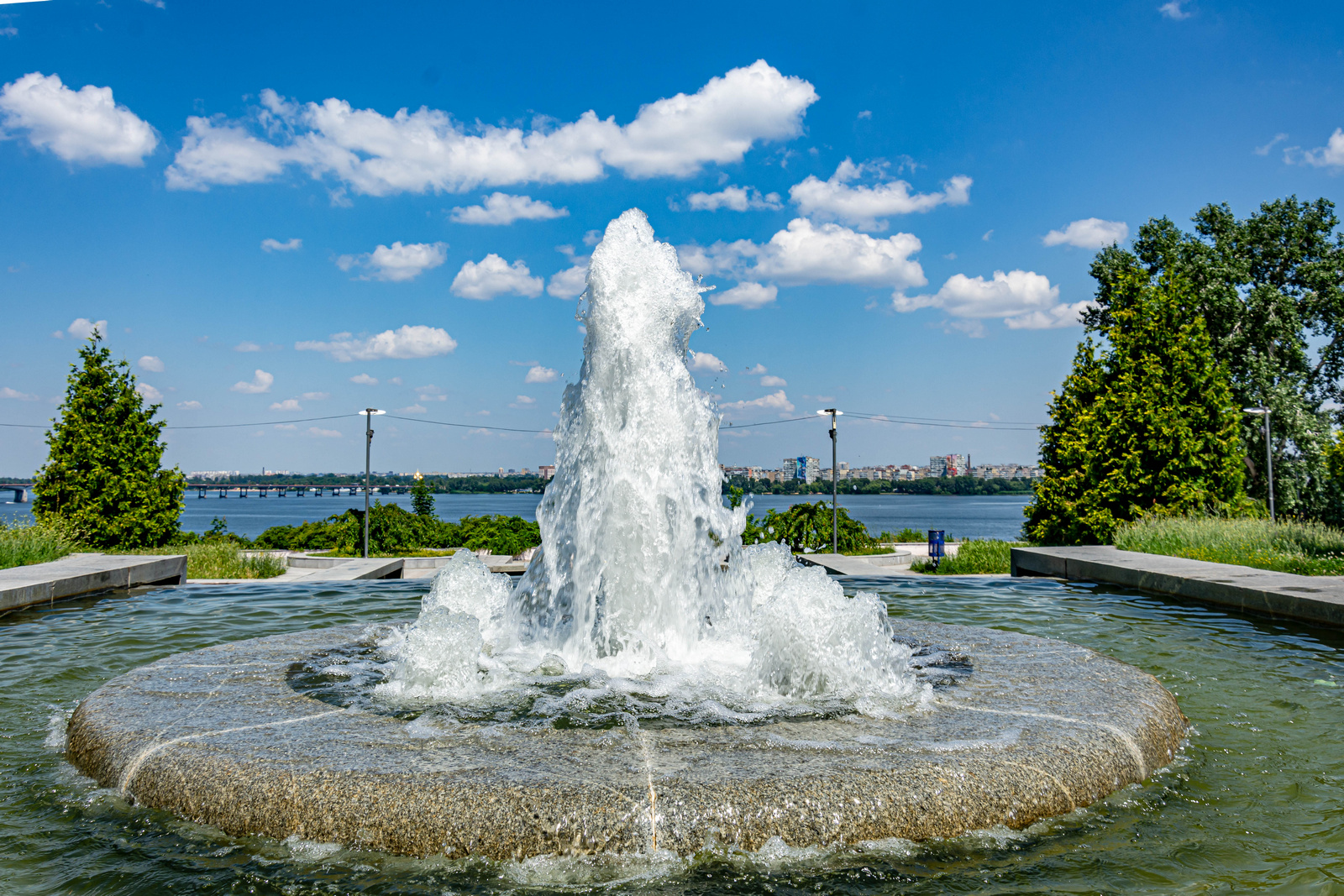
Фонтан
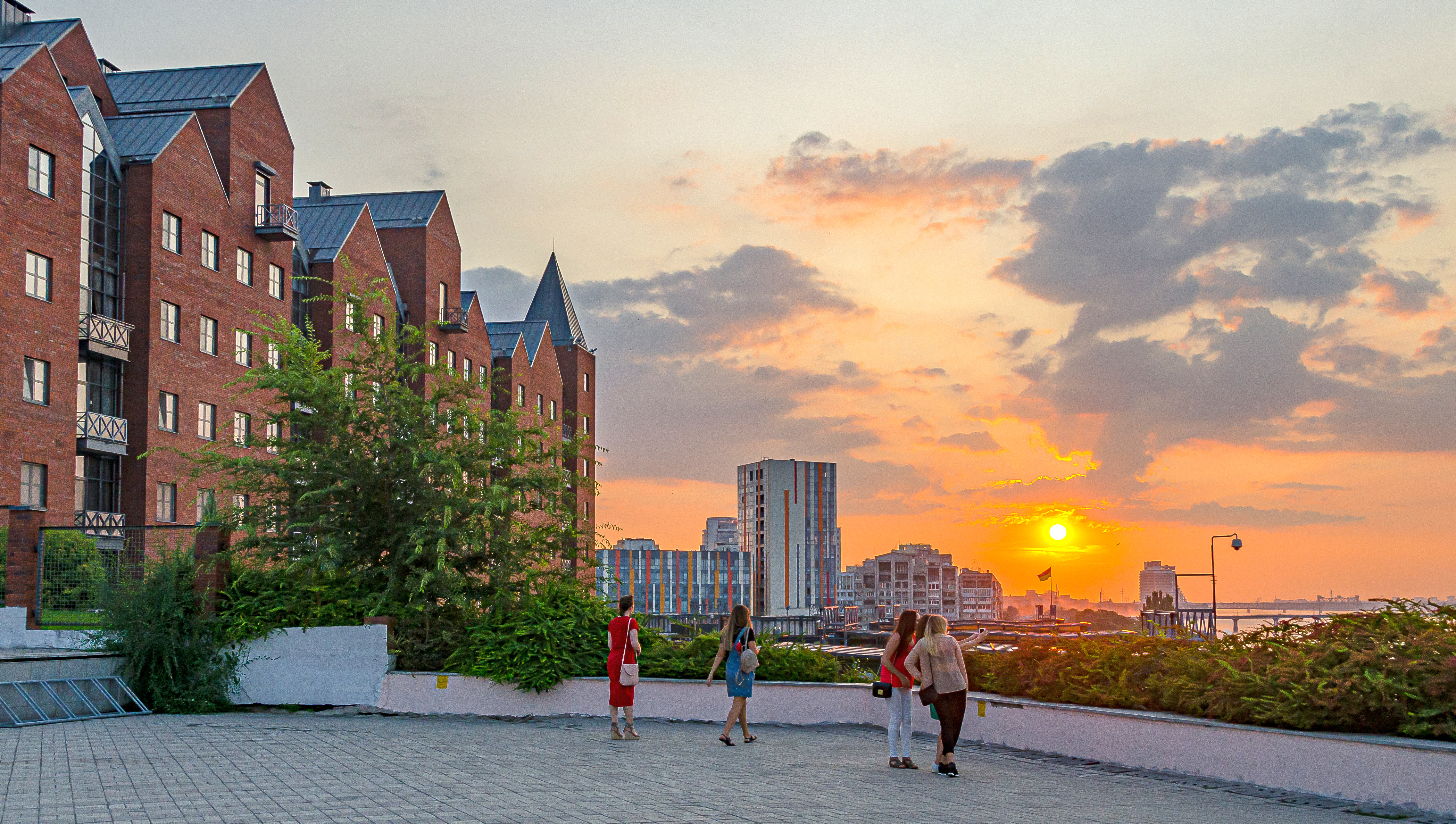
В парке